# Johann Adam Bauer
Johann Adam Bauer (* 17. September 1820 in Buchen (Odenwald); † 10. Februar 1899 in Karlsruhe) war ein deutscher Archivar.
Bauer war 1841 Teilungskommissär in Heidelberg. Im darauf folgenden Jahr wurde er Stiftungsrevisor bei der Kreisregierung des Unterrheinkreises in Mannheim. Im selben Jahr wurde er Revident am Amtsrevisorat Breisach. 1843 kehrte er nach Karlsruhe zurück als Revident beim Großherzoglich katholischen Oberkirchenrat des Großherzoglichen Justizministeriums. Ab 1850 wurde er als Justizbeamter Verwalter beim Zellengefängnis Bruchsal. März 1872 wurde Bauer nach Karlsruhe berufen, als Archivar der Zweiten Kammer der Badischen Ständeversammlung. 1884 wurde er Baudirektor und trat 1897 im Rang eines Regierungsrats in den Ruhestand. 1892 wurde er Ehrenmitglied der Burschenschaft Germania (heute Teutonia). 
Bauer war in seiner Heimatstadt Buchen als Mundartdichter bekannt.

## Werke
- (Bearb.) Fincks Real-Repertorium der Gr. Badischen Gesetzgebung (Verfassung von 1811) soweit sie das Landrecht berühren, von dessen Einführung bis 1844, Bensheimer, Mannheim 1845(?)
- (Bearb.) Das badische Gemeinde-Rechnungswesen in seiner neuen Form, Druck und Verlag von C. Macklot, Karlsruhe 1846
- (Forts.) Volksschulgesetzgebung des Grossherzogthums Baden, durch den Revisionsgehülfen Eller in Karlsruhe, Bd. 3, Verlag des Schulstiftungs-Compotoirs, 1847
- Badische Gemeinde-Rechnungsanweisung mit Zusätzen, Erläuterungen und Formularien, 2. unveränd. Aufl., Schmidt, Donaueschingen 1850; 3. Aufl. nach dem neuesten Stande der Gesetze und Verordnungen 1860; 4. Aufl. 1866
- (Hrsg.) Badens Volksvertretung in der Zweiten Kammer der Landstände von 1819 bis 1891. Karlsruhe 1891